# Bona de Pisa
Bona de Pisa (c. 1156–1207) fue una monja que ayudó a los viajeros peregrinos. Es considerada santa por la Iglesia Católica. En 1962, Bona de Pisa fue canonizada por el Papa Juan XXIII como patrona de las azafatas.

## Biografía
Nacida en Pisa, tuvo visiones desde muy pequeña. En una ocasión, vio la figura con un crucifijo en su mano en la Iglesia del Santo Sepulcro. En otra iglesia, tuvo una visión de Jesús, María, y tres santos, entre ellos Santiago. Estaba asustada de estas figuras y escapó. El apóstol Santiago la persiguió y, por ello, le ofreció devoción para toda la vida. A los diez años, se hizo religiosa agustina. Empezó una época de ayuno, comiendo pan y agua tres veces a la semana. Cuatro años después, realizó el primero de sus muchos viajes, para ver a su padre que estaba luchando con los Cruzados cerca de Jerusalén. En el viaje de vuelta a casa, fue capturada por los piratas musulmanes en el Mediterráneo. 

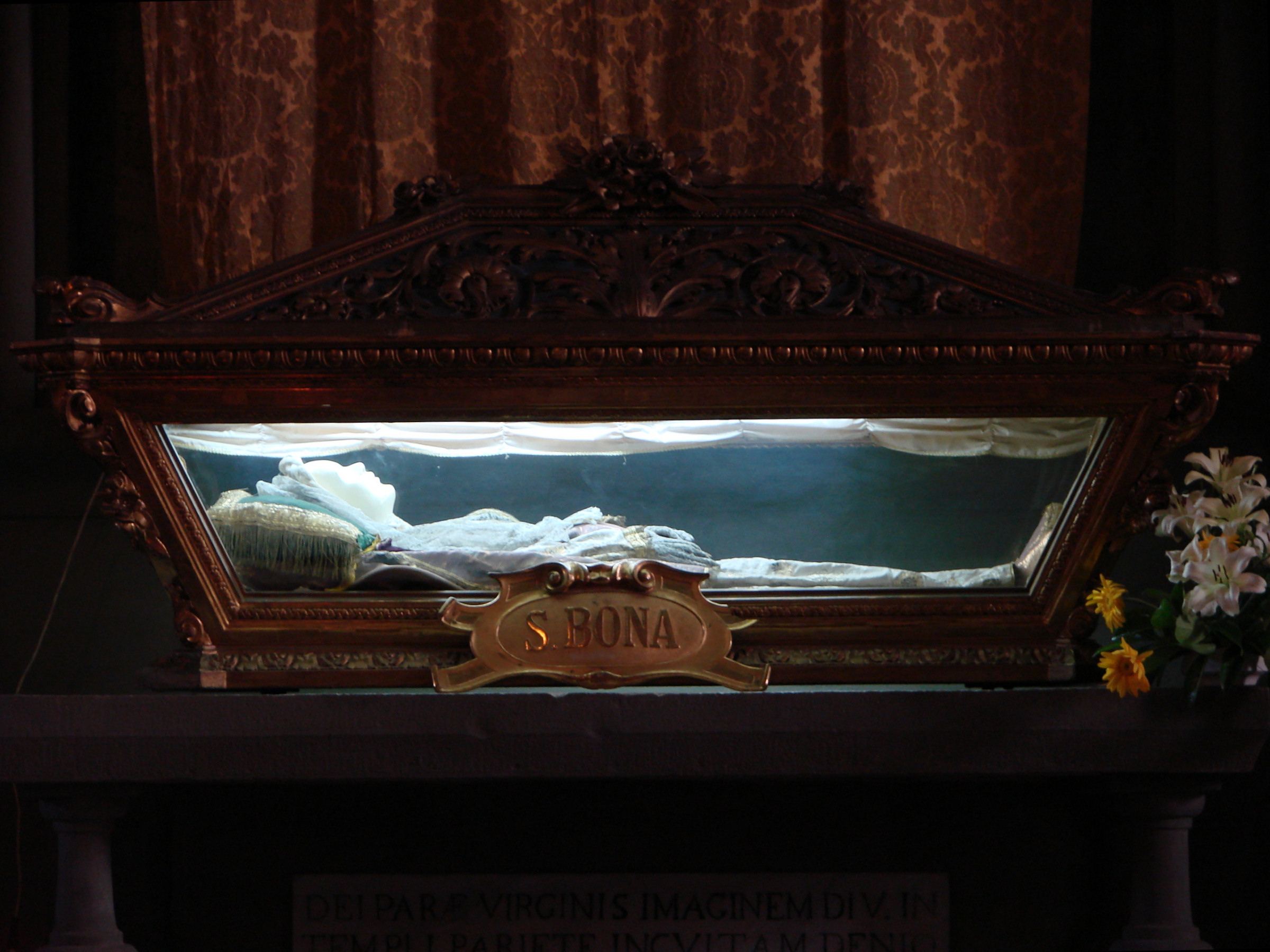
Reliquias de Santa Bona, en la Iglesia de San Martino, Pisa

Fue rescatada posteriormente por sus conciudadanos, y completó el camino a casa. Poco tiempo después, hizo otro viaje peregrino, uno de ellos a Santiago de Compostela, donde están los restos de Santiago el Apóstol. Después de esto, estableció una de las rutas del Camino. Completó el camino con éxito nueve veces. A pesar de estar enferma en ese tiempo, completó el décimo viaje y volvió a Pisa. En su alcoba de Pisa, murió y sus restos fueron llevados a la iglesia de San Martino en Pisa, donde se le venera.